# Baljci
Baljci és un llogaret deshabitat del municipi de Ružić (comtat de Šibenik-Knin), a l'interior de Dalmàcia (Croàcia). El 2001 tenia tan sols 2 habitants.